# NGC 2618
NGC 2618 је спирална галаксија у сазвежђу Хидра која се налази на NGC листи објеката дубоког неба.
Деклинација објекта је + 0° 42' 28" а ректасцензија 8h 35m 53,5s. Привидна величина (магнитуда) објекта NGC 2618 износи 12,7 а фотографска магнитуда 13,5. NGC 2618 је још познат и под ознакама UGC 4492, MCG 0-22-23, CGCG 4-74, NPM1G +00.0220, PGC 24156.